# Evan Mecham
Evan Mecham (/ˈmiːkəm/ MEE-kəm; 12/05/1924 – 21/02/2008) là một doanh nhân người Mỹ và là thống đốc bang Arizona thứ 17, phục vụ từ ngày 6 tháng 1 năm 1987, cho đến khi bị luận tội vào ngày 4 tháng 4 năm 1988. Một cựu chiến binh được tặng thưởng huân chương của Thế chiến II, Mecham là một chủ đại lý ô tô thành công và nhà xuất bản báo chí thỉnh thoảng. Các cuộc điều hành định kỳ cho văn phòng chính trị đã mang lại cho ông danh tiếng là một ứng cử viên lâu năm cùng với biệt danh "The Harold Stassen of Arizona" trước khi ông được bầu làm thống đốc, dưới biểu ngữ của Đảng Cộng hòa. Với tư cách là thống đốc, Mecham bị ảnh hưởng nặng và trở thành thống đốc Hoa Kỳ đầu tiên đồng thời đối mặt với việc cách chức do bị luận tội, bầu cử bãi miễn theo lịch trình và một bản cáo trạng trọng tội. Ông là thống đốc bang Arizona đầu tiên bị luận tội.
Mecham đã phục vụ một nhiệm kỳ với tư cách là thượng nghị sĩ tiểu bang trước khi bắt đầu một chuỗi các hoạt động chạy đua không thành công để vào các cơ quan công quyền. Chiến thắng của ông trong cuộc bầu cử năm 1986 bắt đầu bằng một chiến thắng bất ngờ về đề cử của Đảng Cộng hòa, sau đó là sự chia rẽ của Đảng Dân chủ trong cuộc tổng tuyển cử, dẫn đến cuộc đua 3 chiều. Trong khi Thống đốc, Mecham được biết đến với những tuyên bố và hành động được coi là không nhạy cảm với thiểu số. Trong số những hành động này là việc hủy bỏ ngày Martin Luther King Jr. được trả bằng tiền của nhà nước và tạo ra một kỳ nghỉ King không được trả lương vào Chủ nhật, quy định tỷ lệ ly hôn cao cho phụ nữ làm việc và bảo vệ từ "pickaninny" trong việc mô tả trẻ em người Mỹ gốc Phi. Phản ứng với những sự kiện này, một cuộc tẩy chay Arizona đã được tổ chức. Một sự rạn nứt giữa Thống đốc và các đồng chí Cộng hòa trong Cơ quan lập pháp Arizona được phát triển sau khi tờ báo The Arizona Republic đưa ra lời buộc tội về các cuộc hẹn chính trị và chủ nghĩa thân hữu, những cáo buộc mà Mecham cho là sai.
Phục vụ từ ngày 6 tháng 1 năm 1987 đến ngày 4 tháng 4 năm 1988, Mecham bị cách chức sau khi bị kết án trong phiên tòa luận tội về tội cản trở công lý và lạm dụng tiền của chính phủ - các quỹ mà Mecham duy trì là riêng tư. Một phiên tòa hình sự sau đó đã tha bổng cho Mecham về các cáo buộc liên quan. Sau khi bị cách chức, Mecham vẫn hoạt động chính trị trong gần một thập kỷ. Trong thời gian này, ông đã phục vụ như một đại biểu cho Hội nghị Quốc gia của Đảng Cộng hòa và thực hiện các cuộc điều hành cuối cùng của mình cho Thống đốc Arizona và cũng cho Thượng viện Hoa Kỳ.

## Thời thơ ấu và sự nghiệp kinh doanh
Evan Mecham được sinh ra từ cha mẹ theo Mặc Môn ở Mountain Home, Utah và lớn lên tại trang trại của gia đình anh. Là con út trong số năm người con trai, có một em gái, anh tốt nghiệp với thứ hạng hai toàn trường trung học Altamont năm 1942 và đăng ký vào trường Cao đẳng Nông nghiệp Bang Utah (nay là Đại học Bang Utah) bằng học bổng nông nghiệp. Mecham rời trường đại học và gia nhập Quân đoàn Không quân Quân đội Hoa Kỳ vào tháng 1 năm 1943. Ông được đào tạo thành phi công chiến đấu cơ P-38 Lightning trước khi được chuyển đến Anh, nơi ông bay P-51 Mustang. Mecham bị bắn hạ vào ngày 7 tháng 3 năm 1945, khi đang hộ tống bay trong một nhiệm vụ trinh sát hình ảnh và bị giam giữ như một tù nhân chiến tranh trong 22 ngày. Mecham trở về Hoa Kỳ sau khi hồi phục sau những chấn thương kéo dài trong thời gian bị bắt giữ và nhận được Huân chương Không quân và Trái tim tím. Mecham kết hôn với Florence Lambert vào tháng 5 năm 1945 và được xuất viện vào tháng 12 cùng năm. Cùng nhau, cặp vợ chồng đã nuôi nấng bảy người con: Suzanne, Dennis, Christine, Eric, Teresa, Kyle và Lance.
Kết quả của sự giáo dục Mặc Môn của mình, Mecham đã phát triển và duy trì một đức tin tôn giáo mạnh mẽ. Ông dạy Trường Chúa Nhật và phục vụ như một giám mục giáo dân trong nhà thờ LDS từ 1957 đến 1961. Một phần đức tin của anh là Chúa sẽ hướng dẫn hành động của anh và cung cấp cho anh sức mạnh cần thiết để chịu đựng. Những niềm tin này một phần được thể hiện trong thời gian làm thống đốc khi một nhân viên báo cáo đã nghe một cuộc trò chuyện trong văn phòng của Mecham trước khi vào phòng để tìm Thống đốc một mình. Một nhân viên khác, Donna Carlson, báo cáo rằng Mecham tin rằng anh ta có được chức vụ bằng quyền thiêng liêng và do đó không quá quan tâm đến cảm xúc của người khác.
Mecham ghi danh tại Cao đẳng bang Arizona (nay là Đại học bang Arizona) vào năm 1947 và chuyên ngành quản lý và kinh tế. Năm 1950, anh rời trường 16 giờ tín chỉ ngắn ngủi để mở Mecham Pontiac và Rambler ở Ajo. Mecham chuyển đến Glendale vào năm 1954, nơi ông mua và điều hành một đại lý Pontiac cho đến khi ông bán nó vào tháng 3 năm 1988. Là một đại lý, ông xuất hiện thường xuyên trong các quảng cáo truyền hình địa phương và áp dụng phương châm thương hiệu của mình là "Nếu bạn không thể giao dịch với Mecham, bạn không thể giao dịch được. " Đại lý Glendale đóng vai trò là cơ sở cho các doanh nghiệp thuộc sở hữu gia đình khác, bao gồm Mecham Racing, Công ty khai thác Hauahaupan và một số đại lý ô tô ở các tiểu bang khác.
Ngoài đại lý ô tô của mình, Mecham còn sở hữu một số tờ báo ngắn. Một trong những bài báo của ông, tờ Người Mỹ buổi tối, được in ở Phoenix hàng ngày với số lượng phát hành tối đa 27.000 trước khi trở thành một tạp chí hàng tuần. Khi một nhà xuất bản báo đang cố gắng xâm nhập vào thị trường Phoenix và Tucson, Mecham đã làm chứng trước tiểu ban chống độc quyền và độc quyền của Thượng viện Hoa Kỳ vào ngày 13 tháng 7 năm 1967. Lời khai này là để đáp lại dự luật do Thượng nghị sĩ Hoa Kỳ Carl Hayden tài trợ. Đạo luật chống độc quyền của Sherman, cho phép một tờ báo lành mạnh về kinh tế và một tờ báo đã không thành lập một liên doanh kết hợp các hoạt động quảng cáo, in ấn và phân phối trong khi duy trì các chức năng báo cáo và biên tập riêng biệt. Trong khi những người ủng hộ dự luật tuyên bố sẽ ngăn chặn sự thất bại của tờ báo, Mecham phản đối dự luật tuyên bố "Lý do chính khiến dự luật này được đưa ra là vì sức mạnh của báo chí đối với các quyết định của cử tri tại các cuộc bỏ phiếu và mong muốn của các chính trị gia tòa án ủng hộ những người kiểm soát các báo chí độc quyền. " Ông cũng nói thêm rằng "các công cụ độc quyền nằm trong quảng cáo chung và bộ phận lưu thông chung."

## Sự nghiệp chính trị
Mecham lần đầu tiên tìm kiếm văn phòng dân cử vào năm 1952, khi còn sống ở Ajo, với một hoạt động không thành công cho Hạ viện Arizona. Sau khi chuyển đến Glendale, Mecham đã sử dụng sự công nhận có được từ những lần xuất hiện trên truyền hình của mình để được bầu vào Thượng viện Arizona trong cuộc bầu cử năm 1960. Sau một nhiệm kỳ với tư cách là thượng nghị sĩ tiểu bang, năm 1962, Mecham đã cố gắng chiếm ghế Thượng viện Hoa Kỳ do Carl Hayden nắm giữ, chạy đua dựa trên yêu cầu Hoa Kỳ rút khỏi Liên Hợp Quốc và phê phán phán quyết của Tòa án Tối cao Hoa Kỳ. Chiến dịch này lần đầu tiên chứng kiến Mecham giành chiến thắng tại chính của Đảng Cộng hòa trước Stephen Shadegg, cựu giám đốc chiến dịch của Barry Goldwater. Goldwater vẫn trung lập. Trong cuộc tổng tuyển cử, Mecham chỉ nhận được sự ủng hộ nhiệt tình từ Đảng của ông vì giá trị của thâm niên Thượng nghị sĩ Hayden trong việc thông qua luật cho Dự án Trung tâm Arizona được đề xuất. Mecham đã bị đánh bại trong cuộc tổng tuyển cử nhưng vẫn bỏ túi 45 phần trăm số phiếu.

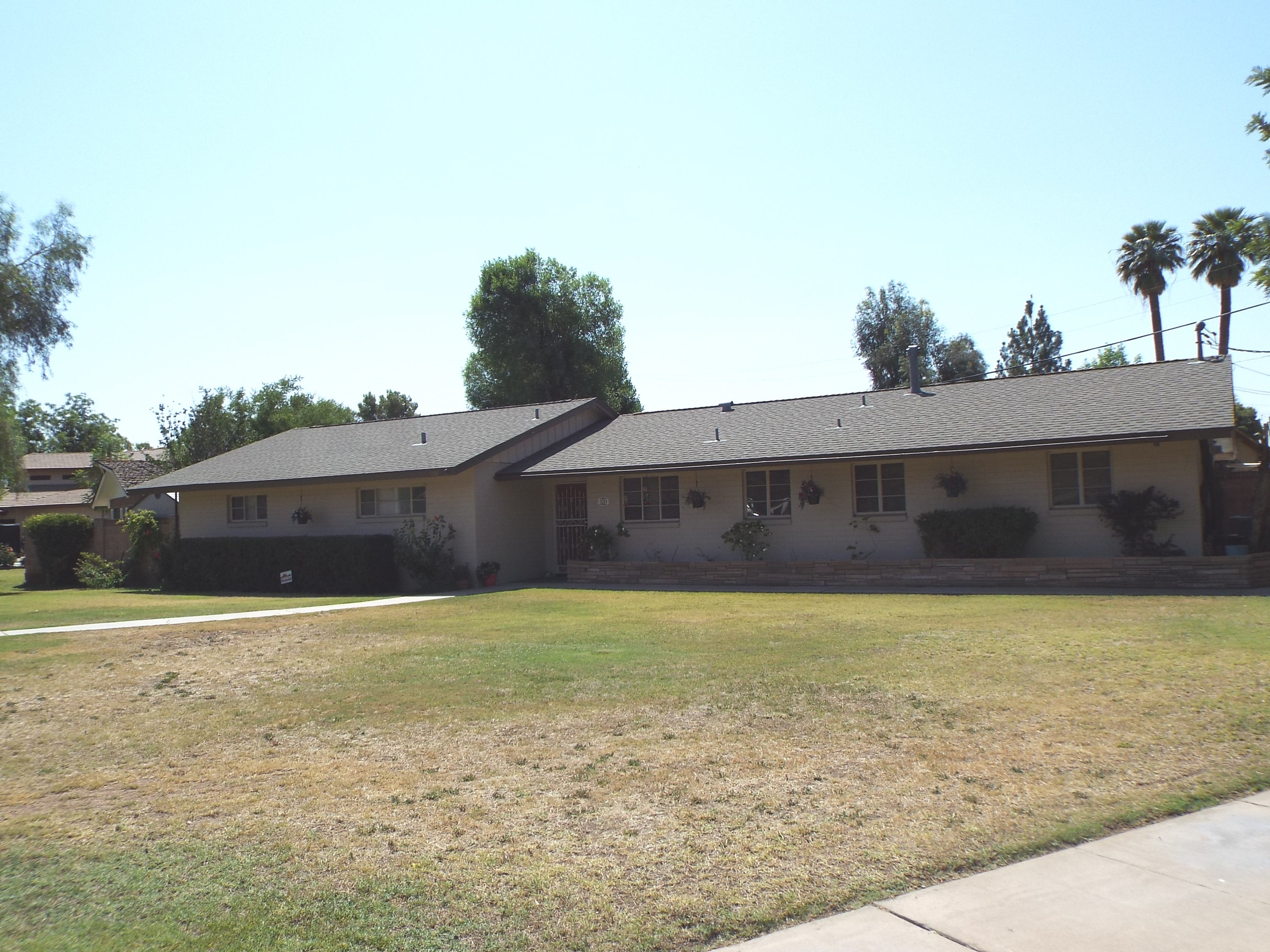
Nhà của Evan Mecham tọa lạc tại 5741 West Harmont Drive ở Glendale, Arizona

Sau chiến dịch chống Hayden, Mecham đã thực hiện một cuộc điều hành không thành công cho chủ tịch nhà nước của Đảng Cộng hòa vào năm 1963 và không thành công cho các thống đốc Arizona vào năm 1964, 1974, 1978 và 1982. Trong bốn cuộc tranh cử này, Mecham chỉ giành được đề cử của Đảng Cộng hòa cho cuộc bầu cử năm 1978. Ông đã phát triển một học thuyết chính trị ủng hộ nền dân chủ kiểu Jefferson và chủ trương xóa bỏ thuế thu nhập, trả lại đất đai liên bang cho nhà nước kiểm soát, loại bỏ sự tham gia của liên bang vào giáo dục và đặt phúc lợi dưới sự kiểm soát của nhà nước. Năm 1982, Mecham đã viết cuốn sách đầu tiên của mình, Come Back America, trong đó ông nói về cuộc sống và quan điểm chính trị trước đây của mình.
Trong lần chạy đua thứ năm cho vị trí thống đốc, Mecham đã hoạt động như một người ngoài chính trị sử dụng nền tảng tiêu chuẩn của mình để ủng hộ cải cách chính trị và giảm thuế. Đối thủ của Mecham trong chính Đảng Cộng hòa, Burton Barr, từng giữ chức Chủ tịch Hạ viện Arizona. Barr có sự hỗ trợ của lãnh đạo GOP nhà nước, bao gồm Barry Goldwater và John McCain. Hỗ trợ cốt lõi của Mecham đến từ những người Mặc Môn đồng nghiệp và Hiệp hội John Birch siêu trị. Một phần khá lớn dân số đã nghỉ hưu của tiểu bang đã tham gia hỗ trợ cốt lõi này với những lời hứa giảm thuế của Mecham. Bởi vì dân số thoáng qua đáng kể ở Arizona, chỉ khoảng một nửa số cử tri đã đăng ký vào năm 1986 đang sống ở tiểu bang năm 1980 Hồ sơ về những nỗ lực trước đây để giành được chức vụ bầu cử không được các cử tri biết đến rộng rãi. Cuộc bầu cử sơ bộ cũng chứng kiến tỷ lệ cử tri đi bầu thấp nhất trong gần bốn mươi năm do mưa bất thường. Mecham đã vượt qua mức thâm hụt mười lăm điểm trong các cuộc thăm dò để giành được đề cử của Đảng Cộng hòa với 54% phiếu bầu. Barr đã thất bại trong việc chi tiêu phần lớn chiến dịch trong chiến dịch của mình, kết thúc chiến dịch của mình với hơn một triệu đô la trong tay.
Cuộc tổng tuyển cử năm 1986 chứng kiến cuộc đua ba chiều dành cho thống đốc. Đảng Dân chủ đã chọn người quản lý giáo dục công lập, Carolyn Warner, làm ứng cử viên. Sự bất mãn giữa lãnh đạo doanh nghiệp và chính trị của nhà nước với cả hai ứng cử viên đã cho phép Bill Schulz, một nhà phát triển bất động sản và Dân chủ, người đã rút khỏi Đảng Dân chủ vì bệnh gia đình, để có đủ chữ ký kiến nghị để chạy như một ứng cử viên độc lập. Sáu năm trước, Schulz đã suýt đánh bại Thượng nghị sĩ Hoa Kỳ lâu năm Barry Goldwater. Goldwater đã dần ủng hộ Mecham trong cuộc đua này, nhưng đã làm điều đó một cách chính thức tại một bữa ăn tối ở thành phố Hồ Havasu, Arizona. Trong chiến dịch, Ủy ban đạo đức của Hiệp hội đại lý ô tô Arizona đã đặt đại lý của Mecham vào quản chế vì thường xuyên chậm trễ trong việc trả lời khiếu nại. Sự chia rẽ của phe dân chủ gây ra bởi sự trở lại của Schulz cho phép chiến dịch của Mecham tồn tại.
Mecham đã giành chiến thắng trong cuộc bầu cử với tỷ lệ đa số 40% trong khi Warner và Schulz lần lượt nhận được 34% và 26%.

## Thống đốc
Mecham nhậm chức vào ngày 6 tháng 1 năm 1987. Trong số những thành công được tuyên bố của ông là việc mở một văn phòng thương mại ở Đài Loan cho phép ký hợp đồng xuất khẩu bông 63 triệu đô la và tăng cường các nỗ lực phòng chống lạm dụng chất gây nghiện thông qua luật cho phép thống đốc bổ nhiệm thẩm phán lãnh đạo hiện thời để xử lý các vấn đề liên quan đến thuốc. Thống đốc cũng dẫn đầu một nỗ lực trong Hiệp hội Thống đốc Quốc gia nhằm tăng giới hạn tốc độ trên đường cao tốc nông thôn từ 55 dặm / giờ (90 km / giờ) lên 65 dặm / giờ(105 km/h) và hỗ trợ một dự luật lập pháp để ngăn chặn việc tiếp quản các doanh nghiệp Arizona. Trong nhiệm kỳ của Mecham, thâm hụt ngân sách $ 157 triệu đã được loại bỏ bằng cách giảm chi tiêu nhà nước.

### Ngày Martin Luther King Jr.
Evan Mecham đã thu hút sự chú ý của quốc gia vài ngày sau khi nhậm chức bằng cách thực hiện lời hứa trong chiến dịch hủy bỏ một ngày lễ Martin Luther King, ngày nghỉ lễ (Ngày MLK) được trả lương cho nhân viên nhà nước. Kỳ nghỉ đã được tạo ra vào tháng 5 năm 1986 theo lệnh hành pháp từ thống đốc trước đó, Bruce Babbitt, sau khi cơ quan lập pháp tiểu bang đã bỏ phiếu không tạo ra ngày lễ. Sau khi tạo ra kỳ nghỉ, văn phòng Tổng chưởng lý đã đưa ra ý kiến rằng kỳ nghỉ được trả lương là bất hợp pháp và đe dọa sẽ kiện nhà thống đốc sắp tới về chi phí của ngày lễ được trả, vì nó đã không được cơ quan lập pháp chấp thuận. Bất chấp các vấn đề về tính hợp pháp của cách thức kỳ nghỉ được tạo ra, Mecham đã trả lời các bình luận từ các nhà hoạt động dân quyền và cộng đồng da đen sau khi hủy bỏ bằng cách nói "King không xứng đáng được nghỉ lễ". Tiếp theo là anh ta nói với một nhóm các nhà lãnh đạo cộng đồng da đen, "Các bạn không cần một kỳ nghỉ nữa. Những gì bạn cần là công việc."
Phản ứng với việc hủy bỏ, một cuộc tuần hành phản đối tại thủ phủ của bang được tổ chức vào ngày 19 tháng 1 năm 1987, ngày lễ sẽ diễn ra. Các công ước dự kiến được tổ chức tại Arizona đã bị hủy bỏ, và nghệ sĩ biểu diễn Stevie Wonder và nhà văn Harlan Ellison tuyên bố riêng rằng họ sẽ tẩy chay bang này. Nhóm rap Public Enemy đã phát hành một bài hát liên quan đến việc hủy bỏ ngày lễ MLK có tựa đề "Đến lúc tôi đến Arizona"; trong video cho bài hát, nhóm đã được nhìn thấy ám sát Mecham bằng cách đặt một quả bom bên dưới chiếc limousine của anh ta và kích nổ nó bằng điều khiển từ xa. Ban nhạc rock Ailen U2, người đã biểu diễn buổi hòa nhạc tại Đại học Bang ở Tempe vào đầu tháng 4 năm 1987, đã tham gia với điệp khúc lên án Thống đốc, tuyên bố công khai rằng họ đã quyên góp tiền cho chiến dịch luận tội và ông đã bị từ chối sân khấu của một phát ngôn viên cho khán giả của họ và các cơ quan báo chí, truyền hình và đài phát thanh tham dự.
Sau vài tháng bị chỉ trích, Mecham tuyên bố một kỳ nghỉ không lương vào Chủ nhật thứ ba của tháng 1. Phản ứng trong tiểu bang đối với kỳ nghỉ không được trả tiền nhìn chung là kém.

### Quan hệ với cơ quan lập pháp
Mặc dù cả hai viện của cơ quan lập pháp tiểu bang đều được kiểm soát bởi những người Cộng hòa, Mecham vẫn có quan hệ kém với các nhà lập pháp tiểu bang. Ông liên tục khẳng định rằng ông không có nghĩa vụ phải hợp tác với cơ quan lập pháp, rằng ông chỉ chịu trách nhiệm trước Hiến pháp Hoa Kỳ, điều mà ông tin rằng đã được tiết lộ một cách thần thánh. Một số cuộc hẹn của Mecham cho các vị trí điều hành quan trọng đã được đệ trình mà không có sự tham khảo ý kiến với các nhà lãnh đạo lập pháp, đã được tìm thấy có các thông tin đáng nghi ngờ. Ví dụ bao gồm Alberto Rodriguez, sự lựa chọn của anh ta để lãnh đạo Cục Kiểm soát và Cấp phép Rượu, người đang bị điều tra về tội giết người; giám đốc của Sở Doanh thu, công ty đang bị truy thu 25.000 đô la về các khoản thanh toán bồi thường việc làm; người giám sát đề xuất xây dựng nhà tù, người đã từng ngồi tù vì tội cướp có vũ trang; và một cựu lính thủy đánh bộ, được đề cử làm điều tra viên nhà nước, người đã bị tòa án tử hình hai lần. Những người bổ nhiệm chính trị khác gây ra sự bối rối cho Mecham là một cố vấn giáo dục, James Cooper, người đã nói với một Ủy ban lập pháp, "Nếu một học sinh muốn nói thế giới phẳng, giáo viên không có quyền chứng minh khác."; và Sam Steiger, trợ lý đặc biệt của Mecham, người bị buộc tội tống tiền.
Các sáng kiến lập pháp của Mecham phải chịu do mối quan hệ kém với cơ quan lập pháp. Đề xuất của ông về việc cắt giảm thuế bán hàng của nhà nước xuống 1 điểm phần trăm.. Ngân sách đề xuất 2,3 tỷ đô la của ông, cắt giảm ngân sách giáo dục và đóng băng tiền lương của nhân viên nhà nước, đã được cơ quan lập pháp tăng thêm 200 triệu đô la. Mecham mất hỗ trợ thêm bằng cách phủ quyết các dự luật được tài trợ bởi các nhà lập pháp quan trọng, chẳng hạn như Lãnh đạo đa số Thượng viện Bob Usdane. "Tôi nói rằng sự hợp tác là không tốt", Usdane nói, "nhưng đó là đặc quyền của anh ấy". Lãnh đạo đa số Hạ viện Jim Ratliff, người trước đây là người ủng hộ Mecham, cũng là một nạn nhân phủ quyết. "Thông điệp duy nhất của tôi với thống đốc là, nếu anh ta nghĩ rằng mọi người khuyên anh ta phủ quyết [dự luật của tôi] có thể giúp anh ta điều hành bang Arizona tốt hơn tôi có thể, thì hãy để họ", ông nói trong một tuyên bố.

### Các sự cố khác
Bên cạnh sự náo động gây ra bởi việc hủy bỏ Ngày MLK, Mecham còn phân biệt chủng tộc theo những cách khác. Tuyên bố định kiến đã được đưa ra chống lại Mecham sau khi ông bảo vệ việc sử dụng từ phân biệt chủng tộc "pickaninny" để mô tả trẻ em da đen, cho rằng tỷ lệ ly hôn cao là do phụ nữ làm việc, tuyên bố Mỹ là một quốc gia Kitô giáo cho khán giả Do Thái, và nói một nhóm đến thăm các doanh nhân Nhật Bản có "đôi mắt tròn" sau khi được thông báo về số lượng sân golf ở Arizona. Đáp lại lời tuyên bố rằng anh ta là một kẻ phân biệt chủng tộc, Mecham nói: "Tôi có những người bạn da đen. Tôi thuê người da đen. Tôi không thuê họ vì họ là người da đen, tôi thuê họ vì họ là những người tốt nhất nộp đơn vào công việc hái bông." Những tuyên bố này và các tuyên bố khác chỉ củng cố các cáo buộc phân biệt chủng tộc đối với thống đốc sau khi hủy bỏ ngày MLK.
Mecham đã đưa ra một vấn đề về mối quan hệ của mình với báo chí. Cho rằng nhiều vấn đề của ông là do kẻ thù truyền thông gây ra trong các lần điều hành trước đây cho văn phòng chính trị, thống đốc tuyên bố: "Sự độc quyền của tờ báo Phoenix đã khiến tôi bị hủy hoại chính trị trong nhiều năm." Thống đốc cũng tuyên bố: "Mỗi tờ báo hàng ngày trong tiểu bang đều tán thành một ứng cử viên khác ngoài tôi. Phải mất một ít thời gian để làm quen với ý tưởng rằng tôi là sự lựa chọn của mọi người." Để đáp lại sự ngược đãi nhận thức của mình bởi báo chí, Mecham đã cố gắng cấm một nhà báo khỏi các cuộc họp báo của mình. John Kolbe, một chuyên mục chính trị cho Công báo Phoenix và anh trai của Nghị sĩ Jim Kolbe, đã được tuyên bố là "người không phải là người" sau ngày 25 tháng 2 năm 1987, chuyên mục phê bình về hoạt động của Mecham tại Hiệp hội Thống đốc Quốc gia. Thống đốc sau đó từ chối thừa nhận sự hiện diện của chuyên mục hoặc trả lời các câu hỏi của ông tại một cuộc họp báo. Mecham rời hội nghị sau khi các phóng viên khác lặp lại câu hỏi của Kolbe. Một sự cố khác đã xảy ra trong một sự kiện được truyền hình trong đó một phóng viên đặt câu hỏi về sự liêm chính của thống đốc, khiến Mecham trả lời: "Đừng bao giờ yêu cầu tôi tuyên bố lại một lần nữa." Một phụ tá sau đó đã khẳng định rằng báo chí "phần lớn đã hiểu lầm" câu trả lời của Mecham. "Tất nhiên, thống đốc không nên nói điều đó, đặc biệt là với các máy quay TV," ông viết. "Trong bối cảnh nóng bỏng đó, những gì Mecham nói với Sam Stanton là không thách thức sự trung thực và liêm chính của anh ta. Mecham thường nói sai, nhưng anh ta không bao giờ nói dối."
Vào tháng 9 năm 1987, Mecham đã nhận được sự chú ý của quốc gia hơn nữa khi Doonesbury bắt đầu một loạt sáu truyện tranh chiếu sáng thống đốc. Dải đầu tiên mô tả Mecham nói, "Của tôi! Thật là một đứa trẻ dễ thương!" trong khi vỗ đầu một đứa trẻ da đen. Các dải khác châm biếm sự khoan dung của Mecham đối với người khác, các cuộc hẹn chính trị và sự mất mát của nhà nước trong kinh doanh du lịch. Trong một thời gian ngắn, Mecham đã xem xét việc kiện người tạo ra dải, nhưng sau đó nói rằng anh ta đã quyết định rời khỏi cuộc tranh chấp "nơi nó thuộc về các trang hài hước."
Trong suốt thời kì tại vị, Mecham bày tỏ lo ngại về khả năng nghe lén thông tin liên lạc cá nhân của mình. Một thành viên cao cấp của nhân viên Mecham bị gãy chân sau khi rơi xuống trần giả mà anh ta đang bò qua, tìm kiếm các thiết bị nghe lén. Một thám tử tư đã được thuê để quét các văn phòng của thống đốc để tìm lỗi. Thống đốc được nhắc lại rằng: "Bất cứ khi nào tôi ở trong nhà hoặc văn phòng của tôi, tôi luôn có một đài phát thanh. Nó giữ cho các micro laser ở bên ngoài." Sau khi điều này được báo cáo, một phim hoạt hình chính trị của họa sĩ truyện tranh đoạt giải Pulitzer Steve Benson đã xuất hiện ở Cộng hòa Arizona mô tả vị thống đốc rời khỏi nhà của ông được trang bị thẻ laser. Khi được các phóng viên hỏi về vấn đề này, Tổng chưởng lý Bob Corbin đã trả lời một cách thích thú: "Chúng tôi không có bất kỳ khẩu súng la-de nào chĩa vào anh ta."

### Ảnh hưởng kinh tế
Việc công khai trên pas giả của Mecham đã dẫn đến việc nhà nước gặp phải những ảnh hưởng kinh tế bất lợi. Du lịch bị ảnh hưởng khi các nhóm và công ước chuyển cuộc họp của họ ra khỏi Arizona. Vào tháng 11 năm 1987, một văn phòng hội nghị ở khu vực Phoenix tuyên bố rằng các chính sách của Mecham về Ngày Martin Luther King đã gây ra việc hủy bỏ 45 công ước trị giá hơn 25 triệu đô la. Một trong những sự hủy bỏ này là một hội nghị của Hiệp hội Bóng rổ Quốc gia tại Phoenix. Đáp lại sự hủy bỏ, Mecham được trích dẫn để nói "Chà, N.B.A. Tôi đoán họ quên mất có bao nhiêu người da trắng đến xem họ chơi."
Nhận thức của công chúng về Mecham cũng làm chậm sự phát triển kinh tế ngoài ngành du lịch. Một số tập đoàn đang tìm kiếm địa điểm để xây dựng các cơ sở mới, bao gồm US West và SEMATECH, bày tỏ lo ngại rằng các tuyên bố của thống đốc có thể chỉ ra các vấn đề trong môi trường kinh doanh địa phương. Giám đốc điều hành của Tập đoàn tăng trưởng kinh tế Phoenix, Ioanna T. Morfessis, tuyên bố "Khi các công ty nhìn vào môi trường của nhà nước, họ không muốn bất cứ điều gì nghe có vẻ như họ không làm việc đúng." Khi những tranh cãi xung quanh vị thống đốc xây dựng ngay cả lợi ích kinh doanh trong bang cũng từ bỏ sự ủng hộ dành cho ông. Là chủ tịch phòng thương mại nhà nước, William L. Raby, nhận xét "Chúng tôi thường ủng hộ Đảng Cộng hòa, nhưng anh ấy là một kiểu Cộng hòa khác."

## Nỗ lực loại bỏ
Trong khi những lời chỉ trích làm đau đầu Thống đốc Mecham trong phần lớn thời gian tại vị, thì phải đến khi ông ta còn sáu tháng, các đồng minh danh nghĩa của ông ta mới bắt đầu rời hàng ngũ với ông ta. Vào tháng 7 năm 1987, cùng tháng, nỗ lực thu hồi chính thức bắt đầu, một nhóm mười ba thành viên Đảng Cộng hòa "tép riu" của cơ quan lập pháp bang đã họp để thảo luận về các vấn đề hình ảnh của thống đốc. Mười một thành viên của nhóm, được báo chí địa phương mệnh danh là Dirty Dozen, đã đưa ra một tuyên bố chung chỉ trích nhiều nỗ lực của thống đốc. Lời kêu gọi từ chức của thống đốc đã diễn ra sau đó vài tháng, với cựu thượng nghị sĩ Hoa Kỳ Barry Goldwater dẫn đầu vào ngày 9 tháng 10 năm 1987. Khi các vấn đề của Mecham tiếp tục được xây dựng, các nhà lãnh đạo chính trị khác ở Arizona, bao gồm Nghị sĩ Jon Kyl và Thượng nghị sĩ John McCain, đã kêu gọi Mecham từ chức, nhưng thống đốc kiên quyết từ chối rời khỏi văn phòng.

### Phát động triệu hồi
Ủy ban giám sát Mecham được tổ chức vào tháng 1 năm 1987 và đổi tên thành Ủy ban triệu hồi Mecham vào tháng 5 năm 1987. Theo Hiến pháp Arizona, một bản kiến nghị triệu hồi có thể không được lưu hành chống lại một quan chức trừ khi ông ta đã ở trong ít nhất sáu tháng, ngoại trừ việc một nhà lập pháp có thể bị triệu hồi sau khi anh ta đã ở trong văn phòng năm ngày. Những kiến nghị này cần một số chữ ký bằng 25% số phiếu bầu trong cuộc bầu cử cuối cùng của quan chức để gây ra một cuộc bầu cử. Vào ngày 6 tháng 7 năm 1987, ngày đầu tiên mà các kiến nghị có thể được lưu hành, Ủy ban triệu hồi đã bắt đầu nỗ lực thu thập 350.000 chữ ký, nhiều hơn đáng kể so với 216.746 chữ ký được yêu cầu. Ủy ban triệu hồi được lãnh đạo bởi Ed Buck, một Đảng viên Cộng hòa và doanh nhân đồng tính đã đăng ký sống ở khu vực Phoenix. Đáp lại, Mecham tuyên bố những người ủng hộ thu hồi là "một nhóm người đồng tính luyến ái và Đảng Dân chủ bất đồng chính kiến". Những người ủng hộ Mecham đã in các miếng giấy dán trên chắn sốc có dòng chữ "Queer Ed Buck's Recall" sau khi biết về xu hướng tính dục của người dẫn đầu. Mecham cũng đã gửi 25.000 thư trong tháng 9 tới những người bảo thủ trên toàn quốc yêu cầu họ chuyển đến Arizona và hỗ trợ ông trong trường hợp cuộc bầu cử thu hồi được tổ chức.
Việc thu hồi có xu hướng thu thập chữ ký trong các vụ nổ, với hầu hết các chữ ký xảy ra ngay sau khi một số hành động của thống đốc đã xúc phạm một bộ phận cử tri của bang. Sự giận dữ đối với thống đốc đã tăng lên đến mức vào ngày 15 tháng 8, sự xuất hiện của Mecham tại sân vận động Sun Devil trước một trận đấu NFL dẫn đến tiếng kêu "Nhớ lại! Nhớ lại!" kết hợp với huýt sáo. Đến giữa tháng 9, chữ ký vượt quá mức tối thiểu cần thiết đã được thu thập tại các địa điểm bên đường mặc dù nhiệt độ buổi chiều 115 °F (46 °C) của mùa hè Arizona. Bộ sưu tập chữ ký tiếp tục trong thời hạn 120 ngày cho phép theo luật tiểu bang. Vào ngày 2 tháng 11, Ủy ban triệu hồi đã chuyển 32.401 kiến nghị có chứa 388.988 chữ ký (nhiều hơn 343.913 phiếu mà Mecham đã nhận được trong cuộc bầu cử của mình). Sau khi văn phòng Ngoại trưởng nhận được các kiến nghị, Mecham đã từ chối từ chối xác minh các chữ ký, buộc các kiến nghị phải được gửi đến các quận để xác minh. Vào ngày 26 tháng 1 năm 1988, Ngoại trưởng Rose Mofford đã báo cáo với Mecham rằng 301.032 chữ ký đã được xác minh một số lượng đủ để buộc một cuộc bầu cử thu hồi. Một cuộc bầu cử triệu hồi đã được lên kế hoạch vào ngày 17 tháng 5 năm 1988 và cựu Dân biểu Cộng hòa John Rhodes đã đồng ý tranh cử với Mecham.

### Luận tội và cáo buộc hình sự
Vào ngày 21 tháng 10 năm 1987, Cộng hòa Arizona đã có một câu chuyện cho rằng Mecham đã không báo cáo khoản vay 350.000 đô la từ nhà phát triển bất động sản địa phương Barry Wolfson cho chiến dịch bầu cử của Mecham theo yêu cầu của luật tài chính chiến dịch. Những tuyên bố này đã được thêm vào một cuộc điều tra của bồi thẩm đoàn về các cáo buộc rằng Mecham đã vay 80.000 đô la trong quỹ công để giúp đại lý ô tô của mình. Khi biết về khoản vay được cho là của Wolfson, Chủ tịch Hạ viện Arizona đã thuê một luật sư đặc biệt để điều tra các cáo buộc. Cáo trạng thứ ba và cuối cùng liên quan đến một mối đe dọa tử vong đối với một quan chức chính phủ của Horace Lee Watkins, một người được bổ nhiệm Mecham, vào tháng 11 năm 1987. Khi Mecham được thông báo về mối đe dọa này, đã được báo cáo rằng ông đã chỉ thị cho người đứng đầu Sở an sinh công cộng Arizona không cung cấp thông tin về vụ việc cho luật sư.
Vào ngày 8 tháng 1 năm 1988, một bồi thẩm đoàn đã đưa ra cáo trạng chống lại Evan Mecham và Willard Mecham, anh trai của Thống đốc và giám đốc tài chính chiến dịch, buộc tội ba tội khai man, hai tội gian lận và một tội không báo cáo đóng góp chiến dịch. Mecham và anh trai phải đối mặt với 22 năm tù nếu bị kết án về mọi tội danh.
Luật sư đặc biệt do Chủ tịch Hạ viện chỉ định đã gửi báo cáo của mình tới Hạ viện vào ngày 15 tháng 1. Dựa trên báo cáo này, Hạ viện bắt đầu các phiên điều trần về các thủ tục luận tội có thể vào ngày 19 tháng 1. Những kết quả này đã dẫn đến việc thông qua Nghị quyết Hạ viện 2002 vào ngày 8 tháng 2 với số phiếu từ 46 đến 14. Sau khi Mecham bị Nhà nước luận tội, quyền lực của ông với tư cách là thống đốc bị đình chỉ và Mofford trở thành thống đốc. Arizona không có thống đốc, vì vậy bộ trưởng ngoại giao đứng đầu theo thứ tự kế nhiệm nếu người đó được bầu phổ biến.
Thượng viện bang Arizona được triệu tập như một phiên tòa luận tội vào ngày 29 tháng 2. Những người ủng hộ Mecham đã so sánh phiên tòa luận tội với Sự kiện đóng đinh Giêsu. Các cáo buộc chống lại Mecham trong phiên tòa luận tội là cản trở công lý, nộp một tuyên bố sai và sử dụng sai các quỹ của chính phủ. Phí nộp hồ sơ sai đã bị Thượng viện bỏ trong cuộc bỏ phiếu từ 16 đến 12. Có thể cho rằng, lời khai gây tổn hại nhất cho Mecham là của chính anh ta, trong thời gian đó anh ta lặp lại khẳng định rằng Cơ quan lập pháp không có thẩm quyền đối với anh ta, và mắng mỏ các nhà lập pháp cá nhân. Vào ngày 4 tháng Tư, Thượng viện đã kết án Mecham về việc cản trở công lý với kết quả 21/30 phiếu thuận, lạm dụng các quỹ của chính phủ(26/30 phiếu thuận). Sau đó, Thượng viện đã bỏ phiếu với tỉ lệ 17/30 phiếu thuận để loại bỏ Mecham khỏi chức vụ nhà nước một lần nữa, nhưng đó là thiếu hai phần ba yêu cầu thông qua. Sau khi bị kết án, Mecham bị cách chức và Mofford trở thành Thống đốc Arizona. Cuộc bầu cử thu hồi đã bị Tòa án tối cao Arizona hủy bỏ trong phán quyết 4-1 rằng lệnh kế vị được ủy quyền theo hiến pháp được ưu tiên hơn các điều khoản thu hồi của tiểu bang.
Vụ án hình sự chống lại Mecham và anh trai của anh ta đã ra tòa vào ngày 2 tháng Sáu. Các luật sư đã phân tích các thủ tục tố tụng sau đó đã kết luận rằng chiến lược thành công nhất của các luật sư của Mechams là khiến khách hàng của họ đứng ngoài bục nhân chứng. Bồi thẩm đoàn nhận thấy rằng các công tố viên đã không chứng minh được rằng người Mechams cố tình làm sai trong các báo cáo chiến dịch của họ và tha bổng cho anh em trong tất cả sáu tội nghiêm trọng vào ngày 10 tháng 6.

## Cuộc sống sau này và di sản

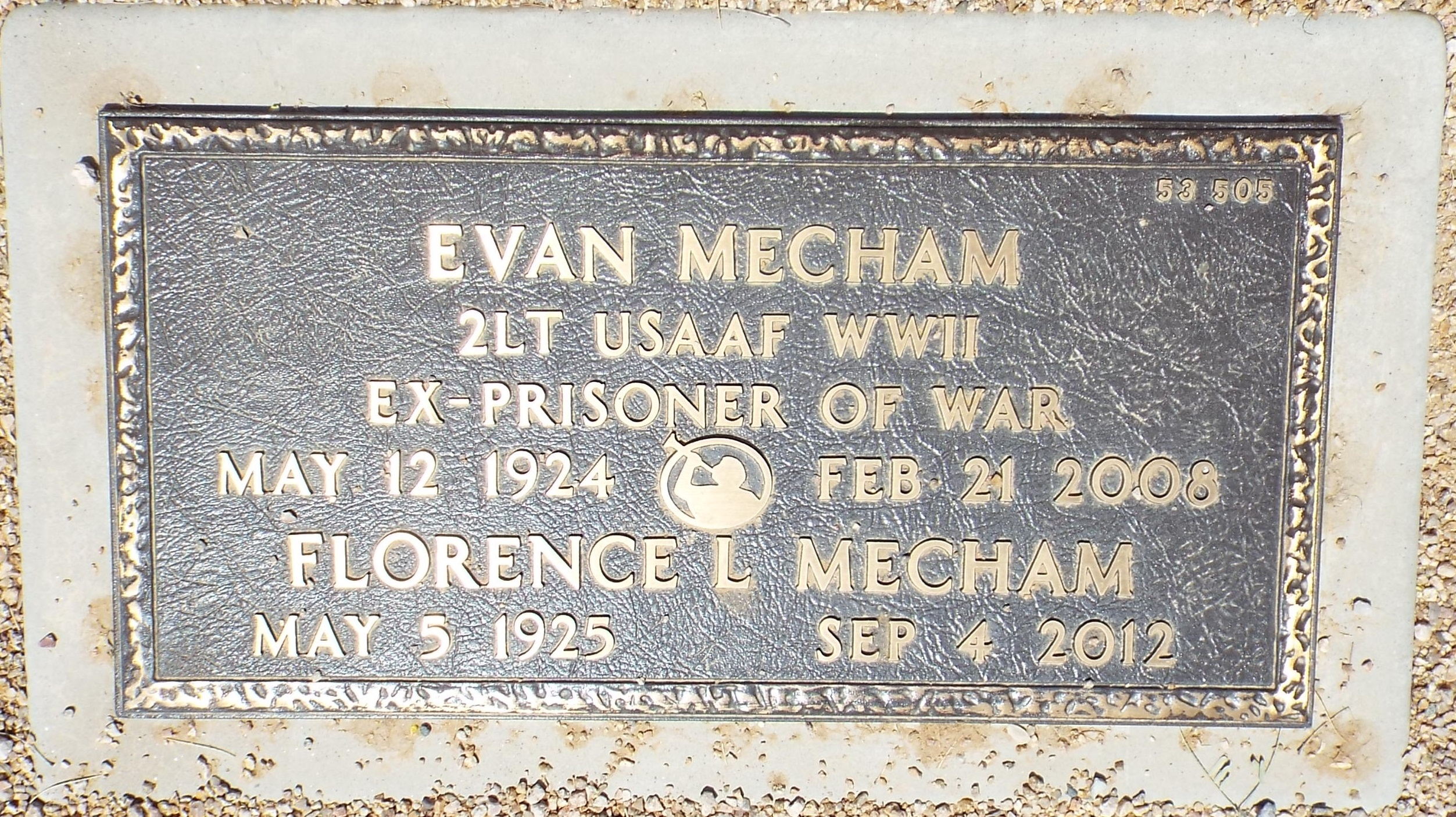
Địa điểm mộ của Evan Mecham (12 tháng 5 năm 1924 - 21 tháng 2 năm 2008) và Florence L. Mecham (5 tháng 5 năm 1925 - 4 tháng 9 năm 2012).

Sau khi bị cách chức và được tha bổng trong phiên tòa hình sự, Mecham vẫn hoạt động chính trị trong vài năm. Ông phục vụ như một đại biểu lớn cho Hội nghị Quốc gia Cộng hòa 1988 vào năm 1990, ông đã thực hiện một nỗ lực không thành công để giành lại văn phòng thống đốc. Năm 1992, ông đã nhận được một phiếu bầu cho Tổng thống Hoa Kỳ tại Hội nghị Quốc gia của Đảng Hiến pháp, và sau đó tranh cử vào Thượng viện Hoa Kỳ với tư cách là một người độc lập chống lại John McCain đương nhiệm, nhận được 145.361 phiếu (khoảng 10%). Năm 1995, Mecham trở thành chủ tịch của Trung tâm Mạng lưới Hiến pháp, một nhóm cố gắng tạo ra một tổ chức cơ sở gọi là Cộng hòa Thống nhất Hiến pháp cho mọi người (CURE). CURE ủng hộ các ứng cử viên chính trị ủng hộ việc giải thích chặt chẽ Hiến pháp Hoa Kỳ.
Mecham đã mất vài năm cố gắng để bắt đầu một tờ báo mới, nhưng không thể đảm bảo đủ sự hỗ trợ tài chính. Năm 1999, Mecham đã viết cuốn sách thứ ba của mình, Luận tội sai lầm. Các vấn đề về sức khỏe, chẳng hạn như bệnh Alzheimer và bệnh Parkinson, lần đầu tiên được báo cáo vào năm 2004, đã buộc Mecham rút khỏi vũ đài chính trị và cam kết của ông với đơn vị suy giảm trí nhớ của Nhà cựu chiến binh bang Arizona ở Phoenix. Evan Mecham qua đời vào ngày 21 tháng 2 năm 2008. Sự nghiệp kinh doanh thành công khiến anh tương đối khá giả vào lúc chết. Ông được an táng tại Nghĩa trang Tưởng niệm Quốc gia Arizona cùng với vợ, người qua đời năm 2012.
Ngày Martin Luther King bị hủy bỏ là một điểm gây tranh cãi trong nhiều năm sau khi Mecham bị cách chức. Năm 1989, một đạo luật ở Arizona tạo ra một kỳ nghỉ MLK bằng cách hủy bỏ kỳ nghỉ Ngày Columbus của tiểu bang đã bị thách thức bởi hai nhóm khác nhau, một nhóm phản đối kỳ nghỉ của King do quan hệ Cộng sản của King và nhóm người Mỹ gốc Ý khác phản đối việc loại bỏ Ngày nghỉ Columbus, và ngày lễ mới đã buộc phải trải qua sự chấp thuận của cử tri.
Cả hai sáng kiến bỏ phiếu cạnh tranh trong cuộc bầu cử năm 1990, một trong số đó đã loại bỏ kỳ nghỉ Ngày Columbus để nhường chỗ cho một kỳ nghỉ MLK mới, phần còn lại để thêm một kỳ nghỉ được trả lương, quản lý để có được đa số yêu cầu mặc dù 65% cử tri ủng hộ ít nhất một hình thức của kỳ nghỉ. Đáp lại sự từ chối của cử tri về một kỳ nghỉ của Vua, các quan chức du lịch ở Arizona ước tính rằng buổi hòa nhạc và kinh doanh hội nghị trị giá 190 triệu đô la đã bị hủy bỏ và Liên đoàn bóng đá quốc gia đã chuyển Super Bowl XXVII, trị giá ước tính 150 triệu đô la từ tiểu bang, đến Pasadena, California. Một sáng kiến khác vào năm 1992 đã thành công trong việc tạo ra một kỳ nghỉ MLK toàn tiểu bang (mà không xóa Ngày Columbus). Sau đó, NFL đã trao giải Super Bowl XXX cho Arizona.
Luật bầu cử của Arizona bị ảnh hưởng bởi di sản của Mecham. Năm 1988, cử tri Arizona đã thông qua một sáng kiến sửa đổi hiến pháp tiểu bang để yêu cầu một cuộc bầu cử tranh cử khi không có ứng cử viên nào nhận được đa số phiếu trong một cuộc tổng tuyển cử. Yêu cầu rút lui này được đưa ra trong cuộc bầu cử năm 1990 của Fife Symington, người đã đánh bại ứng cử viên Đảng Dân chủ Terry Goddard nhưng chỉ thua đa số vì một ứng cử viên độc lập nhỏ. Việc sửa đổi yêu cầu rút lui đã bị các cử tri bãi bỏ vào năm 1992.

Thư ký báo chí cũ của Mecham lập luận, khi nhìn lại, rằng di sản lạm quyền của ông là không công bằng:
The tragic fact... is that Mecham will be remembered as an incompetent, bumbling bigot who got what he deserved. But... he had some charming personal qualities. He had a genuine interest in helping the disadvantaged. He understood economic development far better than his predecessor, Bruce Babbitt, or his successor, Rose Mofford. He believed in economic equality for all races and minorities, arguing this would be necessary before political and social equality could be achieved. He was deeply troubled by rampant drug abuse. And, his pet project this year [1988] would have been a statewide campaign to help illiterate adults learn to read. This side of Mecham was lost in a fog of controversy that he helped create.